# Parafrasemis
Een parafrasemis is een muzikale zetting van het misordinarium met als grondslag een bewerkte versie van een cantus firmus, gekozen uit de monofone plain chant (gregoriaans of simpele sanck) of enige andere geestelijke bron. Het was een gebruikelijke manier om missen te componeren van de late 15e tot de late 16e eeuw, gedurende de renaissance, en werd veelvuldig gebruikt door componisten in die delen van Europa die rechtstreeks binnen de invloedssfeer van de rooms-Katholieke Kerk lagen. De techniek onderscheidt zich van andere methodes om missen te componeren, zoals de cantus firmus, de parodie, de canon, de soggetto cavato, de vrije compositie en mengvormen hiervan.

## Geschiedenis
Muzikale parafrase was al een tijd gemeengoed vóór ze op de muziek van het misordinarium werd toegepast. In het begin en tot het midden van de 15e eeuw was het gewoon om bij het componeren van bijvoorbeeld motetten een versierde simpele sanck als bron te gebruiken; daarbij lag de melodie meestal in de hoogste stem. John Dunstaples Gloria is een voorbeeld van die methode, zoals ook Dufay’s twee zettingen van het Maria-antifoon, Alma redemptoris mater. Vele composities in faux bourdon, een techniek eigen aan de Bourgondische School, maken gebruik van een geparafraseerde versie van simpele sanck in de hoogste stem. Daarbij blijft de bron door de parafrase heen nog goed herkenbaar, welke versieringen verder ook zijn aangebracht.
Dufay was vermoedelijk een van de eersten om parafrasetechnieken in zijn missen toe te passen. Zijn Missa 'Ave regina celorum' (gecomponeerd tussen 1463 en 1474) vertoont gelijkenis met een  cantus-firmusmis in de mate waarin de melodie in de tenor ligt, maar ze is wel geparafraseerd in haar verdere uitwerking (en Dufay citeert bovendien gedeeltes uit zijn eigen motet op de antifoon Ave Regina celorum, hetgeen een voorafschaduwing is van de parodietechniek). In de jaren 1470/ 1480|80 verschijnen de eerste missen die in meer dan één stem parafraseren: twee voorbeelden uit het oeuvre van Johannes Martini zijn daarvan bewaard gebleven: de Missa domenicalis en de Missa ferialis.
Bij de aanvang van de 16e eeuw was het gebruikelijker geworden om de geparafraseerde melodie in alle stemmen van het polyfone weefsel te gebruiken. Het voornaamste voorbeeld uit de vroege 16e eeuw, ook een van de beroemdste parafrasemissen die ooit werden gecomponeerd, was de Missa Pange lingua van Josquin des Prez, die een uitgebreide fantasia is op de Pange Lingua-hymne voor Corpus Christi van Venantius Fortunatus. Josquin heeft deze mis waarschijnlijk tegen het einde van zijn leven gecomponeerd, rond 1520. In de Missa Pange lingua dragen alle stemmen varianten van de hymne; waar de opeenvolgende frasen beginnen wordt aangegeven waar in de mis imitatie wordt toegepast. Alle stemmen zijn gelijkgerechtigd en de partituur bereikt een motivische eenheid, hetgeen een belangrijke verandering is ten opzichte van de oudere praktijk.
Een andere componist van Josquins generatie die belangrijk was bij de ontwikkeling van de parafrasemis,  was Pierre de la Rue. Net als Josquin begon hij met in de cantus-firmustechniek te componeren, wat hij tot het einde van zijn leven zou doen; maar hij begon ook zijn bronmateriaal verder uit te werken om dat uiteindelijk te integreren in een polyfoon weefsel van verschillende gelijkgerechtigde stemmen.
Later in de 16e eeuw bleef parafrase een aanvaarde techniek bij de opbouw van missen, hoewel minder vaak toegepast dan parodie. Palestrina gebruikte de parafrasetechniek in 31 missen tegenover de parodie in 51 missen. De meeste van zijn missen met hymnes als grondslag zijn parafrasemissen. In deze werken worden de hymnen die aan de basis liggen, meestal voorgesteld in een gecondenseerde vorm. Wanneer het Concilie van Trente het gebruik van wereldlijke liederen als basis voor missen in 1562 verbiedt, valt een belangrijke inspiratiebron buiten het bereik van componisten die ze hadden aangeboord om er hun parodiemissen mee te componeren; de componisten die de voorschriften van het Concilie in acht namen zagen zich gedwongen terug te grijpen naar monofone hymnen en simpele sanck, bronnen die de toepassing van de parafrasetechniek veronderstellen. Gedurende deze periode werd aan het gebruik van gregoriaanse zang de voorkeur gegeven bij het componeren van een mis.
Parafrasemissen werden in Engeland of het Heilige Roomse Rijk vrij zelden gecomponeerd, zeker niet na de reformatie. Componisten van missen ontwikkelden daar hun eigen stijl en neigden ertoe variaties op de cantus-firmustechniek te gebruiken.